# Relaciones Canadá-Dinamarca
Las relaciones Canadá-Dinamarca son las relaciones actuales e históricas entre Canadá y Dinamarca. Canadá tiene una embajada en Copenhague. Dinamarca tiene una embajada en Ottawa y un consulado general en Toronto. Ambos países son miembros de pleno derecho de la OTAN y del Consejo Ártico. Las relaciones entre los dos países han llamado la atención a la luz de la disputa por la Isla Hans, que se resolvió en 2022.

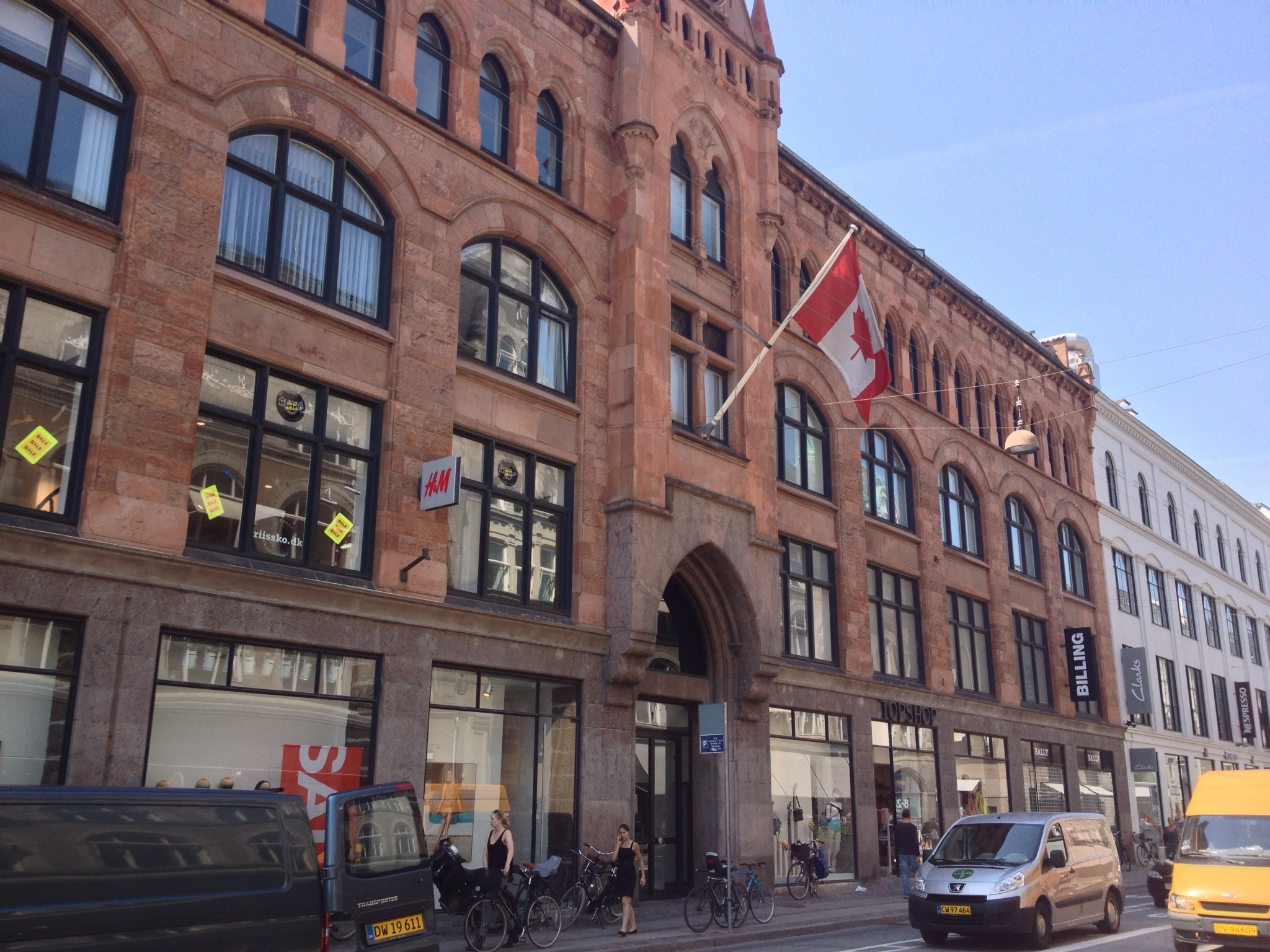
Embajada de Canadá en Copenhague, Dinamarca.

## Historia
En 1928, las relaciones bilaterales entre Canadá y Dinamarca se estrecharon, cuando miembros de los Ferrocarriles Nacionales Canadienses se reunieron con Thomas Madsen-Mygdal.
El primer tratado entre Canadá y Dinamarca fue un acuerdo sobre requisitos de visado, firmado el 22 de septiembre y el 14 de octubre de 1949. Ambos países firmaron un acuerdo sobre impuestos en 1956. Canadá y Dinamarca acordaron cooperar en ciencia de la defensa en 1969. En 1983 se firmó en Copenhague un acuerdo medioambiental, social y económico sobre el medio marino.
En 2010 se puso en marcha el Programa Dinamarca-Estados Unidos/Canadá. El programa tiene como objetivo la internacionalización de los programas educativos daneses.

## Isla Hans
La isla Hans es un pequeño montículo deshabitado de 1.3 km2 situado en el centro del canal Kennedy del estrecho de Nares. Canadá y Groenlandia la reclaman junto con el Reino de Dinamarca. En 1973 Canadá y el Reino de Dinamarca ratificaron un tratado que definía la frontera en la zona. El tratado no definía la frontera en la isla Hans, ya que no se había llegado a ningún acuerdo al respecto. En 1984, Tom Høyem, Ministro danés para Groenlandia, izó la bandera danesa en la isla. El 25 de julio de 2005, el ministro de Defensa canadiense, Bill Graham, visitó la isla, lo que provocó la ira de Dinamarca. El Gobierno de Dinamarca envió una carta de protesta a Canadá. Canadá también envió dos buques de guerra en 2005 a la Isla Hans, el HMCS Shawinigan y el HMCS Glace Bay.
El 19 de septiembre de 2009, ambos gobiernos pusieron en marcha un proceso para poner fin a la disputa.

As friendly countries, of course, it is our shared objective that we resolve this issue – that we put this issue behind us… "We now have a process – a process in which the officials will be working together, gathering all of the relative information and trying to find a way forward to do this…
Como países amigos, por supuesto, nuestro objetivo común es resolver esta cuestión, dejarla atrás... "Ahora tenemos un proceso en el que los funcionarios trabajarán juntos, recopilarán toda la información pertinente y tratarán de encontrar la forma de avanzar...".
 Pierre Pettigrew

En enero de 2011, ambos países estaban cerca de una resolución sobre la isla. Sin embargo, el acuerdo fronterizo firmado en noviembre de 2012 no contenía una solución al conflicto.
El 10 de junio de 2022, el periódico canadiense The Globe and Mail informó de que los gobiernos canadiense y danés habían acordado una frontera que atravesaría la isla, dividiéndola entre el territorio canadiense de Nunavut y el país constituyente danés de Groenlandia, que se desvelaría formalmente el 14 de junio de 2022.

## Visitas de alto nivel
La Princesa Heredera Margarita (más tarde Reina de Dinamarca) y su esposo, el Príncipe Enrique, visitaron Canadá en septiembre de 1967. La Reina Margarita también visitó Canadá en 1991. El príncipe heredero Fererico y la princesa heredera María visitaron Ottawa y Toronto en 2014.

## Expatriados

### Daneses en Canadá
En Canadá hay unas 200 000 personas de origen o nacimiento danés. Viven sobre todo en Ontario, Alberta y Columbia Británica.
Nueva Dinamarca es una comunidad rural canadiense del condado de Victoria, Nuevo Brunswick. La comunidad debe su nombre a varios colonos daneses que habitaron la zona en 1872, llegando a formar la mayor y más antigua comunidad danesa de Canadá; la influencia danesa ha disminuido algo en las últimas décadas debido a la emigración.